# Burnside, Pennsylvania
Burnside là một thị trấn thuộc quận Clearfield, tiểu bang Pennsylvania, Hoa Kỳ. Năm 2010, dân số của thị trấn này là 234 người.